# Maquis de Villebaudon-Beaucoudray
 (août 2017).
Le maquis de Villebaudon-Beaucoudray est un maquis de la résistance intérieure française, actif de septembre 1941 à juillet 1944 en Normandie.
Fondé en septembre 1941 sous l'impulsion d'Henri Le Veille, une partie de ses membres fut fusillée le 15 juin 1944 par les Allemands.
Les victimes sont : René Crouzeau, Étienne Bobo, Alfred Guy, Auguste Lerable, Raymond Robin, Jean Sanson, Jacques Albertini, Ernest Hamel, Jean Lecouturier, Francis Martin et André Patin.